# José Manuel Ochotorena
José Manuel Ochotorena Santacruz (né le 16 janvier 1961 à Saint-Sébastien) est un ancien joueur de football espagnol, qui évoluait au poste de gardien de but. Il travaille actuellement au Valence Club de Fútbol en tant qu'entraîneur des gardiens, ainsi qu'avec l'équipe nationale espagnole[réf. nécessaire].